# Enterolobium cyclocarpum
Enterolobium cyclocarpum je druh statného tropického stromu z rodu ušatec (Enterolobium) a čeledě bobovitých, který je pod domorodým jménem „Guanacaste“ národním stromem středoamerické Kostariky.

## Výskyt
Tento strom pochází ze Střední a ze severu Jižní Ameriky kde obvykle vyrůstá v oblastech okolo pobřeží a dále roste i na mnoha karibských ostrovech. Mimo tato místa původního výskytu se pěstuje v tropické Africe, na indickém subkontinentu, v jihovýchodní Asii a na ostrovech jihozápadního Pacifiku. Roste do nadmořské výšky 1000 až 1500 m, ve vlhkých oblastech vyžaduje dobře odvodněnou půdu, snáší i mírné zasolení.

## Popis
Dlouhověký opadavý strom, původně rostoucí v suchých tropických lesích, kde v období sucha (na severní polokouli v prosinci) shazuje na dva měsíce listy. Strom dosahuje výšky 20 až 30 m, ojediněle až 50 m, a jeho rovný a sloupovitý kmen měří v průměru i více než 2 m. Svůj habitus přizpůsobuje místu růstu, strom rostoucí na otevřené pastvině je kompaktnější, jeho silné větve se objevují níže na kmeni a rostou více vodorovně, kdežto strom rostoucí v lese je vytáhlejší a jeho větve rostou více vzhůru za světlem. Kůra stromů, tlustá 2 až 3 cm, je světle šedé barvy a na kmeni jsou hluboké svislé červenohnědé brázdy. U mladého stromku jsou tyto pukliny blíže u sebe a kůra vypadá červenější. Má velmi dobrou regeneraci, ulámané větve rychle nahrazuje novými. Jeho kořenový systém je hluboký a velice široký, jako bobovitá rostlina obohacuje půdu v okolí o dusík.
Dvakrát zpeřené listy o velikosti cca 20 × 17 cm vyrůstají střídavě na mladých větvích nejvíce po obvodu koruny. Jejich palisty brzy opadají a řapíky jsou obvykle s přisedlou žlázou. Mají 10 až 30 primárních dílů a každý z nich nese 20 až 50 párů čárkovitě podlouhlých zašpičatělých lístků 8 až 15 mm dlouhých a 3 až 6 mm širokých které jsou z obou stran řídce chlupaté a na rubové straně světlejší.
Ke konci února, kdy nastává období dešťů, vyrůstají nové listy a v jejích paždích současně asi po 50 pětičetných bílých nebo nazelenalých voňavých aktinomorfních oboupohlavných květů nahloučenych do květenství hlávky majících až 3 cm v průměru. Hlávky jsou sestaveny do hroznů nebo lat. Květy mají zvonkovitý, krátce zubatý kalich dlouhý cca 3 mm a nálevkovitou korunu asi 6 mm. Květ obsahuje po 20 vyniklých, u báze v trubku srostlých tyčinek s malými prašníky, přisedlý semeník s mnoha vajíčky a pestík s nitkovitou čnělkou zakončenou malou bliznou. Jsou opylovány létajícím hmyzem nejčastěji v noci.
Vývoj opyleného vajíčka trvá velice dlouho, teprve za devět až deset měsíců se v korunách objeví malé drobné zelené lusky tvaru okrouhlého zploštělého disku, až za rok po opylení dosáhnou hnědé barvy signalizující zralost a spadnou na zem. Tyto pro rod Enterolobium typické plody (vážící až 20 g), nepukavé lesklé hnědé lusky tvaru lidského ucha, obsahují ve dvou řadách až 20 hnědých vejčitých semen. Ta jsou veliká 1,5 až 2 cm a značně tvrdá, mají světle hnědý nebo oranžový kroužek. Mezi semeny je v luscích sladká vláknitá buničina. Chromozómové číslo: 2n = 26.

## Rozmnožování
Nepohlavně se může rozmnožovat dřevnatými řízky. Častěji se však množí pohlavně, tj. semeny, která vyklíčí jen po narušení tvrdého osemení a přístupu vlhkosti k embryu. Rychle klíčí a semenáčky rostou z počátku velice rychle, v prvních létech za rok 2 až 3 m. Nepoškozená semena jsou klíčivá teprve asi po pětiletém ponoření ve vodě. Spadlé plody žerou koně, krávy a tapíři kteří ve svém trusu roznášejí po okolí semena s narušeným osemením; takto se mohou stromy šířit i na kilometry daleko.

## Význam
Stromy Enterolobium cyclocarpum jsou ceněny jak pro svůj majestátný vzhled, tak i pro kvalitní žíhané načervenale hnědé dřevo známé pod jménem kelobra. Je pružné, pevné a lehké, odolné proti vodě, hnilobě i termitům a lze ho lehce opracovávat. Používá se na konstrukční řezivo a v nábytkářství, vyrábějí se z něj čluny, vozíky i ozdobné věci. Ze semen se dělají drobné upomínkové předměty nebo se melou na mouku výživnou hodnotou srovnatelnou s pšeničnou. Mladé větve se odlamují a slouží jako doplňkové krmivo pro koně, skot, kozy a prasata. Nezralých lusků obsahujících saponin se používá jako náhrada za prací prostředky. Odvar z kůry slouží jako lék na onemocnění dýchacích cest a samotná kůra obsahující hodně tříslovin je vhodná k činění kůží.
Lusky obsahují hořlavé látky a proto se používají coby palivo v domácnostech. Suché dřevo stromů má výhřevnost okolo 19 MJ/kg (hnědé uhlí 18 MJ/kg, černé 23 MJ/kg) a používá se v tamním drobném venkovském průmyslu.
Pro svou dekorativní hodnotu a poskytovaný stín se vysazuje do parků nebo podél cest a slouží jako větrolamy. Větrem roznášené opadané listy jsou využívány pro zelené hnojení, zemědělská půda v okolí z něho získává hodně dusíku a jiných nutných živin.

## Poznámka
„Guanacaste“ byl národním stromem Kostariky vybrán na počest obyvatel stejnojmenné severní provincie Guanacaste, kteří se v roce 1824 „odtrhli“ od Nikaraguy a připojili ke Kostarice. Název Guanacaste pochází z indiánského jazyka Nahuatl, v němž guanacaste znamená „strom ucha“; strom rodí plody, které připomíná lidské uši.

## Pohledy z blízka

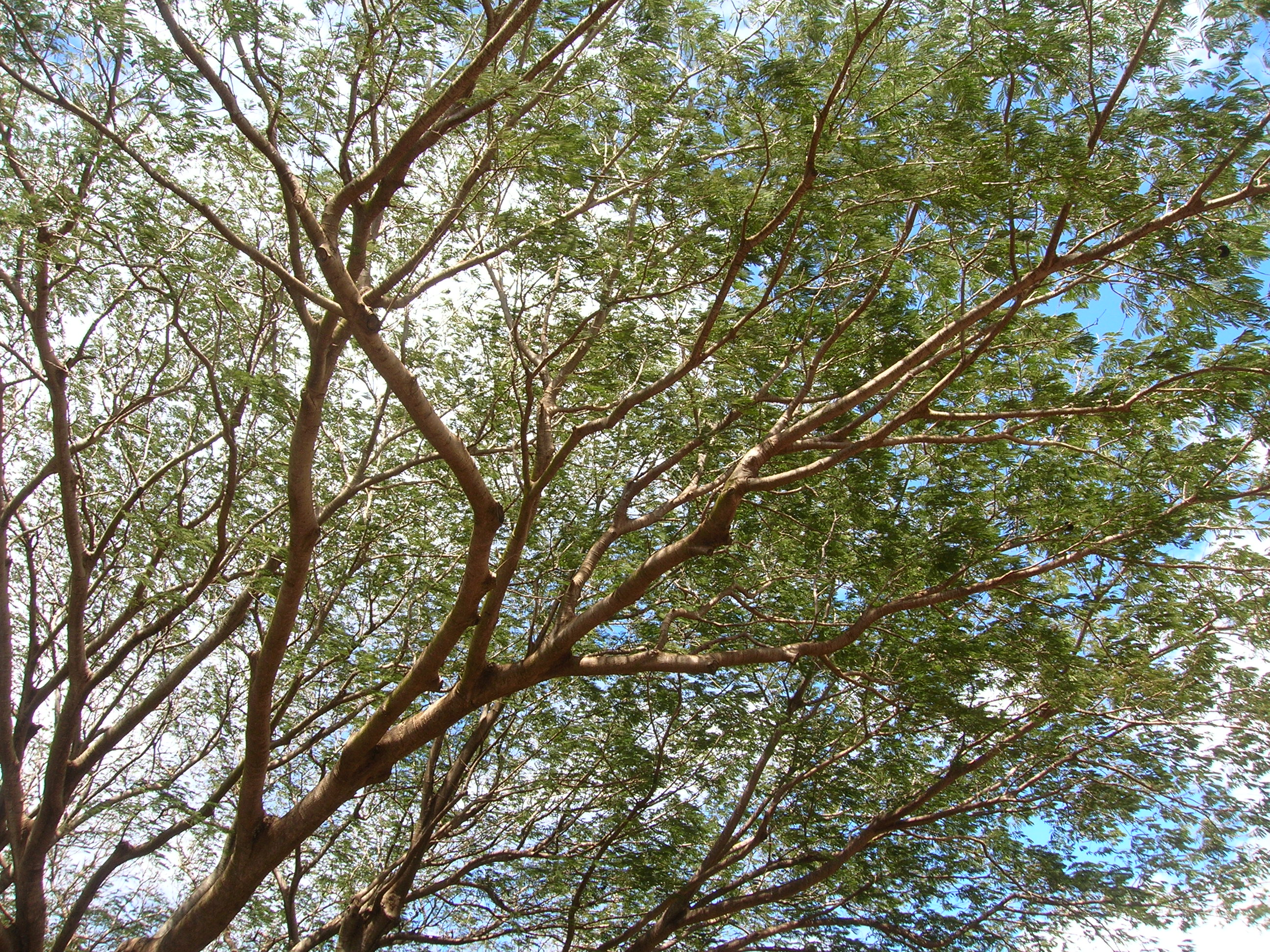
Část koruny
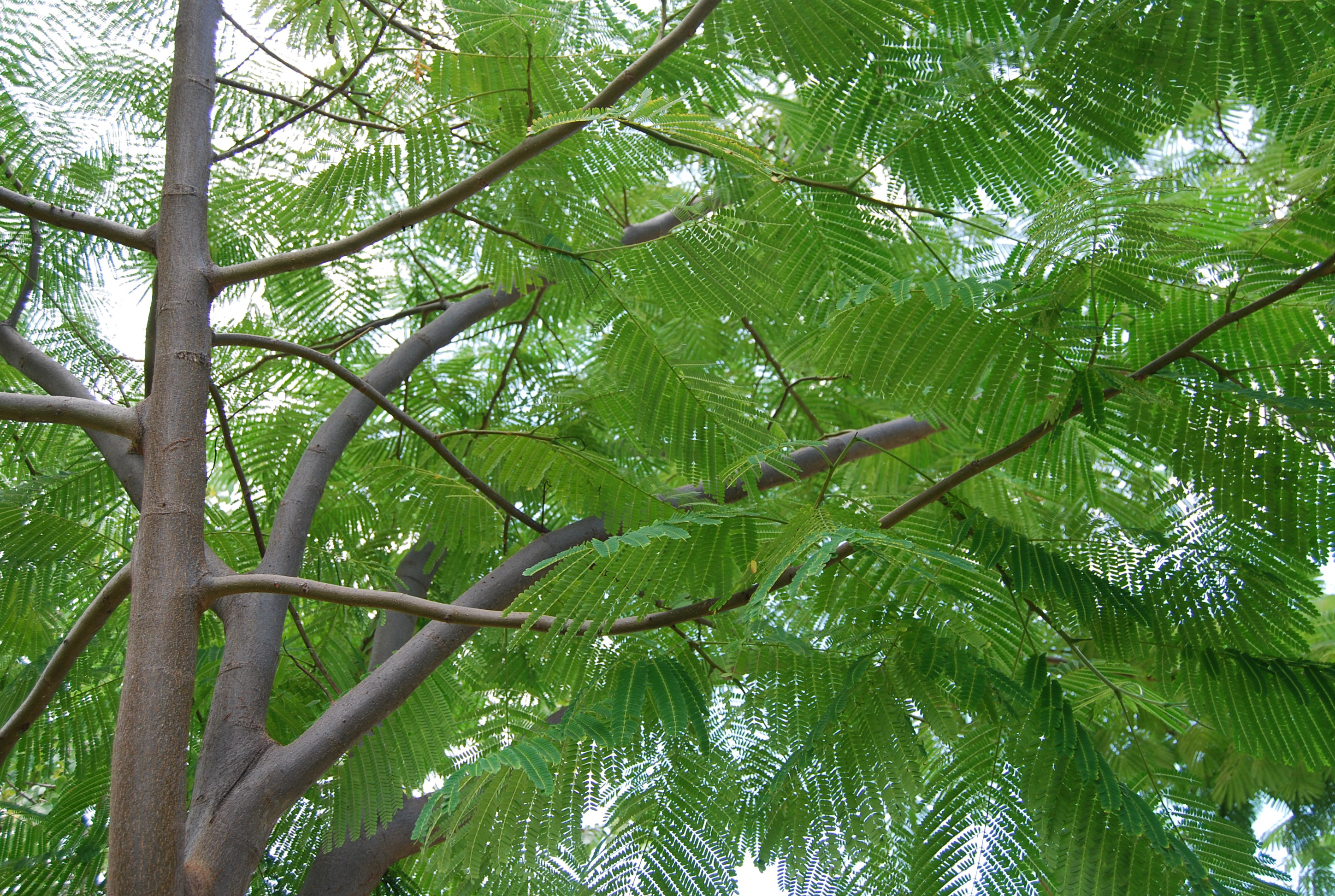
Mladé listy
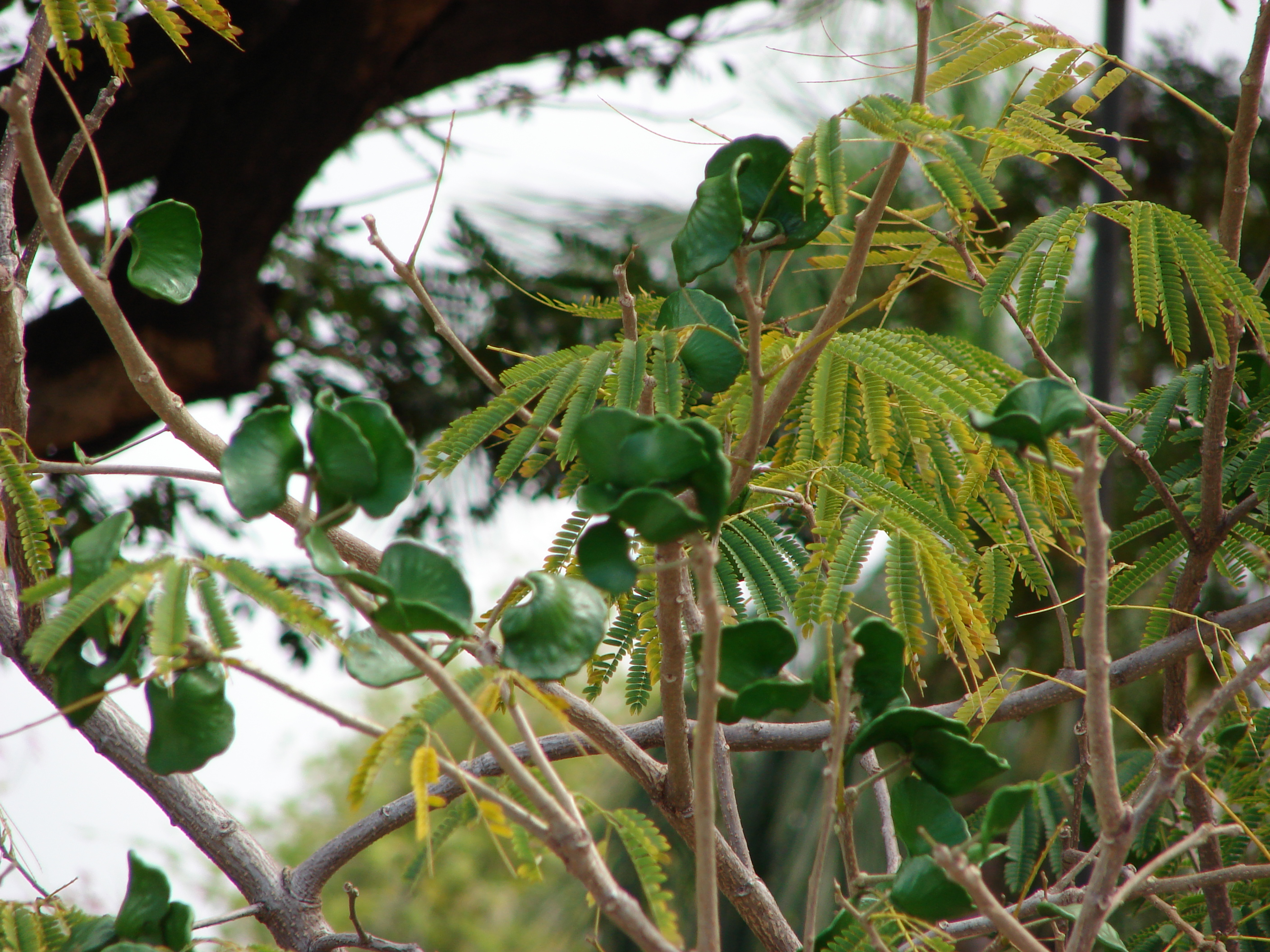
Nedozralé plody se schnoucími listy
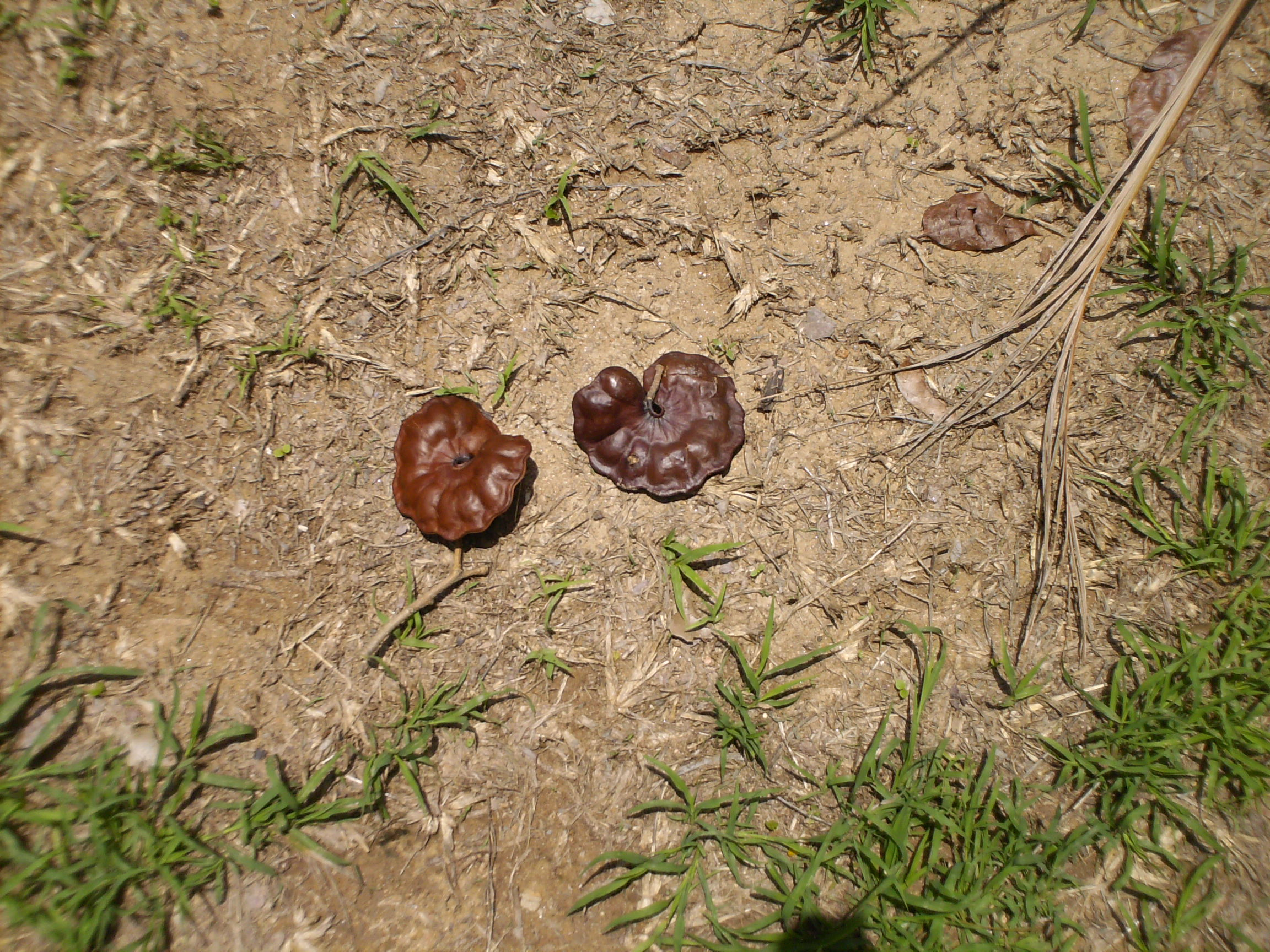
Spadané plody